# Nordische Skiweltmeisterschaften 1933
Die 10. Nordischen Skiweltmeisterschaften wurden vom 8. bis 12. Februar 1933 in Innsbruck in Österreich ausgetragen.

## Wettbewerbe
Wie bei allen Weltmeisterschaften zuvor gab es Wettbewerbe im Skilanglauf, im Skispringen und in der Nordischen Kombination. Als neue Disziplin kam ein Staffelrennen ins WM-Programm, das über 4-mal 10 km durchgeführt wurde.
Weiterhin blieben alle nordischen Wettbewerbe alleine den Männern vorbehalten. Frauen hatten erstmals in einer Disziplin der WM 1929 in Zakopane teilgenommen. Damals war für Frauen ein Skilanglauf über 7 km angeboten worden, der jedoch nur als Disziplin im Rahmenprogramm zu werten war. Offiziell sollte ein Frauenwettbewerb erst bei den Olympischen Spielen 1952 in Oslo in Form eines Langlaufs über 10 km ins Programm aufgenommen werden. Bei den Weltmeisterschaften 1954 in Falun sollte dann zum Frauenrennen über 10 km auch eine Staffel über 3-mal 5 km dazukommen.
Zur selben Zeit fanden in Innsbruck auch die Weltmeisterschaften der Alpinen statt.

## Teilnehmer
Zum ersten Mal nahmen die bislang dominierenden norwegischen Sportler nicht an den Weltmeisterschaften teil, was dieser Veranstaltung aufgrund der Stärke der norwegischen Skisportler Einiges an Qualität nahm.

## Legende
Kurze Übersicht zur Bedeutung der Symbolik – so üblicherweise auch in sonstigen Veröffentlichungen verwendet:
| HDW    | Hauptverband Deutscher Wintersportvereine der Tschechoslowakischen Republik                    |
| SL RČS | Verband der Skifahrer der Tschechoslowakischen Republik (Svaz lyžařů Republiky československé) |

## Medaillenspiegel
| Platz | Nation           | Gold | Silber | Bronze | Gesamt |
| ----- | ---------------- | ---- | ------ | ------ | ------ |
| 01    | Schweden         | 3    | 2      | 2      | 7      |
| 02    | Finnland         | 1    | 0      | 1      | 2      |
| 03    | Schweiz          | 1    | 0      | 0      | 1      |
| 04    | Tschechoslowakei | 0    | 3      | 0      | 3      |
| 05    | Österreich       | 0    | 0      | 2      | 2      |

| Platz | Sportler               | Gold | Silber | Bronze | Gesamt |
| ----- | ---------------------- | ---- | ------ | ------ | ------ |
| 01    | Nils-Joel Englund      | 2    | 0      | 0      | 2      |
| 02    | Hjalmar Bergström      | 1    | 1      | 1      | 3      |
| 03    | Sven Utterström        | 1    | 1      | 0      | 2      |
| 04    | Sven Eriksson          | 1    | 0      | 1      | 2      |
| 05    | Marcel Reymond         | 1    | 0      | 0      | 1      |
| 05    | Veli Saarinen          | 1    | 0      | 0      | 1      |
| 05    | Per-Erik Hedlund       | 1    | 0      | 0      | 1      |
| 08    | Antonín Bartoň         | 0    | 2      | 0      | 2      |
| 09    | Rudolf Burkert         | 0    | 1      | 0      | 1      |
| 09    | František Šimůnek      | 0    | 1      | 0      | 1      |
| 09    | Vladimír Novák         | 0    | 1      | 0      | 1      |
| 09    | Cyril Musil            | 0    | 1      | 0      | 1      |
| 013   | Harald Bosio           | 0    | 0      | 1      | 1      |
| 013   | Väinö Liikkanen        | 0    | 0      | 1      | 1      |
| 013   | Harald Paumgarten      | 0    | 0      | 1      | 1      |
| 013   | Hugo Gstrein           | 0    | 0      | 1      | 1      |
| 013   | Balthasar Niederkofler | 0    | 0      | 1      | 1      |
| 013   | Hermann Gadner         | 0    | 0      | 1      | 1      |

## Skilanglauf Männer
Detaillierte Ergebnisse

### Skilanglauf 18 km
| Platz | Sportler          | Land                    | Zeit        |
| ----- | ----------------- | ----------------------- | ----------- |
| 1     | Nils Englund      | Schweden                | 1:02:19,2 h |
| 2     | Hjalmar Bergström | Schweden                | 1:02:40,0 h |
| 3     | Väinö Liikkanen   | Finnland                | 1:02:47,6 h |
| 4     | Veli Saarinen     | Finnland                | 1:03:09,8 h |
| 5     | Sven Utterström   | Schweden                | 1:03:11,0 h |
| 6     | Friedl Däuber     | Deutsches Reich         | 1:05:55,6 h |
| 7     | Antonín Bartoň    | Tschechoslowakei SL RČS | 1:06:16,2 h |
| 8     | Herbert Leupold   | Deutsches Reich         | 1:06:27,6 h |
| 9     | Per Erik Hedlund  | Schweden                | 1:06:43,2 h |
| 10    | František Šimůnek | Tschechoslowakei SL RČS | 1:06:53,8 h |

Datum: Freitag, 10. Februar 1933
Ort: Seefeld in Tirol

### Dauerlauf 50 km
| Platz | Sportler              | Land                    | Zeit        |
| ----- | --------------------- | ----------------------- | ----------- |
| 1     | Veli Saarinen         | Finnland                | 4:13:49,2 h |
| 2     | Sven Utterström       | Schweden                | 4:14:31,4 h |
| 3     | Hjalmar Bergström     | Schweden                | 4:17:06,0 h |
| 4     | Väinö Liikkanen       | Finnland                | 4:23:14,4 h |
| 5     | Johan Abraham Persson | Schweden                | 4:25:07,2 h |
| 6     | Per Erik Hedlund      | Schweden                | 4:28:09,2 h |
| 7     | Nils Englund          | Schweden                | 4:28:35,4 h |
| 8     | Vladimír Novák        | Tschechoslowakei SL RČS | 4:32:15,0 h |
| 9     | Cyril Musil           | Tschechoslowakei SL RČS | 4:33:12,2 h |
| 10    | Ján Cífka             | Tschechoslowakei SL RČS | 4:38:27,2 h |

Datum: Sonntag, 12. Februar 1933

Austragungsort: Seefeld in Tirol

### 4 × 10 km Staffel
| Platz | Land                          | Sportler                                                             | Zeit        |
| ----- | ----------------------------- | -------------------------------------------------------------------- | ----------- |
| 1     | Schweden                      | Per-Erik Hedlund Nils Englund Hjalmar Bergström Sven Utterström      | 2:49:00,4 h |
| 2     | Tschechoslowakei 0000(SL RČS) | František Šimůnek Vladimír Novák Antonín Bartoň Cyril Musil          | 2:57:34,4 h |
| 3     | Österreich                    | Harald Paumgarten Hugo Gstrein Balthasar Niederkofler Hermann Gadner | 2:57:51,4 h |
| 4     | Deutsches Reich               | Walter Motz Wilhelm Bogner Josef Ponn Herbert Leupold                | 2:58:00,0 h |
| 5     | Königreich Italien            | Francesco Dezulian Elia Vuerich Sisto Scilligo Severino Menardi      | 3:01:28,2 h |
| 6     | Tschechoslowakei 0000(HDW)    | Franz Lauer Franz Kraus Alois Horn Franz Semptner                    | 3:08:24,4 h |

Datum: Dienstag, 7. Februar 1933
Austragungsort: Lans in Tirol
Teilnehmer: 13 Mannschaften gemeldet; 11 gestartet; 11 gewertet
In dieser 4 × 10-km-Staffel von 1933 gewann Österreich die erste Medaille in einer Langlaufdisziplin.

## Skispringen Männer

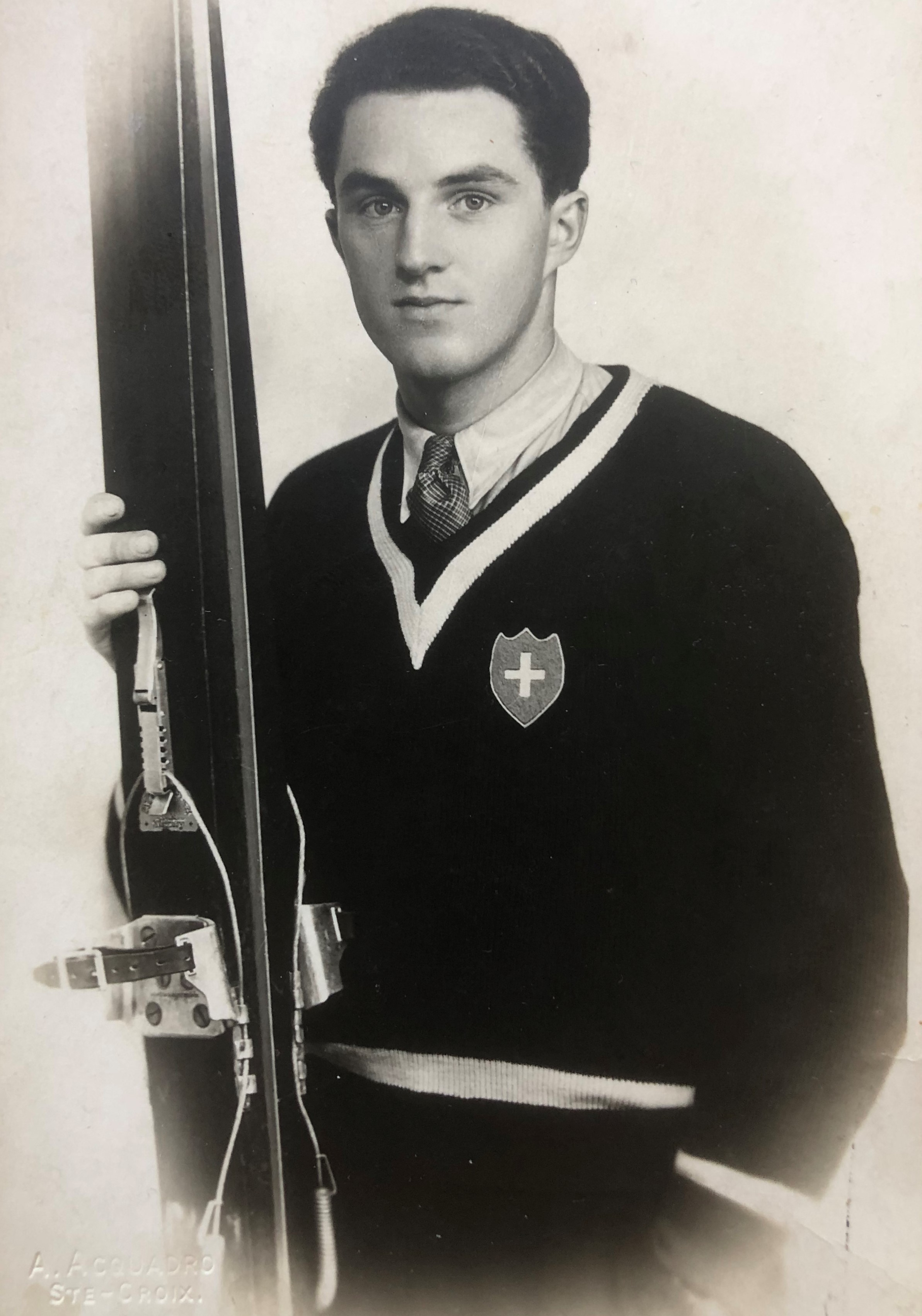
Skisprungweltmeister Marcel Reymond

Detaillierte Ergebnisse

### Großschanze K-70
| Platz | Sportler                  | Land                   | Weite 1 | Weite 2 | Note   |
| ----- | ------------------------- | ---------------------- | ------- | ------- | ------ |
| 1     | Marcel Reymond            | Schweiz                | 69,0 m  | 70,5 m  | 224,00 |
| 2     | Rudolf Burkert            | Tschechoslowakei (HDW) | 68,0 m  | 70,0 m  | 213,80 |
| 3     | Sven Erikson a            | Schweden               | 64,5 m  | 66,0 m  | 210,90 |
| 4     | Hans Ostler               | Deutsches Reich        | 63,0 m  | 70,0 m  | 208,70 |
| 5     | Gustav Müller             | Deutsches Reich        | 60,0 m  | 68,5 m  | 207,60 |
| 6     | Josef Gumpold             | Österreich             | 59,5 m  | 70,5 m  | 204,80 |
| 7     | Josef Lucke               | Österreich             | 59,5 m  | 66,5 m  | 201,80 |
| 8     | Izydor Gąsienica-Łuszczek | Polen                  | 57,0 m  | 64,5 m  | 200,00 |
| 9     | Eduard Galeitner          | Österreich             | 59,5 m  | 64,0 m  | 197,50 |
| 10    | Rudolf Hrabie             | Österreich             | 61,0 m  | 62,0 m  | 197,20 |
| 10    | Alois Kratzer             | Deutsches Reich        | 57,0 m  | 62,0 m  | 197,20 |

Datum: Sonntag, 12. Februar 1933
Sprungschanze: Bergiselschanze

## Nordische Kombination Männer
Detaillierte Ergebnisse

### Einzel (Großschanze K-70/18 km)
| Platz | Sportler           | Land                      | Punkte |
| ----- | ------------------ | ------------------------- | ------ |
| 1     | Sven Erikson a     | Schweden                  | 454,1  |
| 2     | Antonín Bartoň     | Tschechoslowakei (SL RČS) | 422,0  |
| 3     | Harald Bosio       | Österreich                | 415,3  |
| 4     | Gustav Müller      | Deutsches Reich           | 413,9  |
| 5     | Ernst Feuz         | Schweiz                   | 412,8  |
| 6     | Stanisław Marusarz | Polen                     | 409,4  |
| 7     | Alfred Stoll       | Deutsches Reich           | 405,1  |
| 8     | Rudolf Burkert     | Tschechoslowakei (HDW)    | 402,1  |
| 9     | Markus Maier       | Österreich                | 399,6  |
| 10    | Franz Reiser       | Deutsches Reich           | 398,5  |

Datum: Freitag, 10. und Samstag, 11. Februar 1933
Austragungsorte: Skilanglauf: Seefeld in Tirol; Sprunglauf: Bergiselschanze
Der Steirer Harald Bosio gewann die erste Medaille für Österreich bei Nordischen Skiweltmeisterschaften.